# Ingelsträde
Ingelsträde is een plaats in de gemeente Höganäs in Skåne, de zuidelijkste provincie van Zweden. De plaats heeft een inwoneraantal van 238 (2005) en een oppervlakte van 36 hectare.
Höganäs · Viken · Jonstorp · Mölle · Arild · Mjöhult · Ingelsträde